# 氫-4
氫-4是氫的一個人造放射性同位素，半衰期極短，極為不穩定。它包含了質子和三個中子。在實驗室裡，是用氘的原子核來轟炸氚的原子核，來合成一個氫-4的原子核。在這過程中，氚的原子核會從氘的原子核上吸收一個中子。氫-4的質量為4.02643 u，半衰期為1.39×10-22秒。